# Maurits Cornelis Escher
|  | Per a altres significats, vegeu «Escher». |

Maurits Cornelis Escher (Ljouwert, 17 de juny de 1898 - Laren, 27 de març de 1972) fou un artista neerlandès famós pels seus gravats, litografies i il·lustracions a tinta, que representen construccions impossibles, exploracions de l'infinit i tessel·les.

## Biografia
M.C. Escher va néixer a Ljouwert, Països Baixos, l'any 1898. Escher va rebre la seva primera formació artística a l'escola secundària d'Arnhem, el seu professor el va animar a seguir amb les seves qualitats artístiques. Entre 1919 i 1922 va estudiar a l'Escola d'Arquitectura i Disseny Ornamental de Haarlem amb S. Jessurun. D'aquí va sorgir la influència que tindrà en les seves futures obres. El 1924 es va traslladar a Roma, molts eren viatges per a estudis.

## Escher de jove
Maurits Cornelis, o Mauk, com se l'anomenava, va néixer a Ljouwert, Països Baixos.
Era el fill petit de l'enginyer George Arnold Escher i la seva segona esposa, Sarah Gleichman.
El 1903 la família es traslladà a Arnhem on Escher va aprendre a treballar la fusta i estudià piano fins als tretze anys.
Del 1912 al 1918 va estudiar a l'institut. Tot i que excel·lia en dibuix, les seves notes eren, en general, baixes, i va haver de repetir el segon curs. El 1919 ingressà a l'Escola Haarlem d'Arquitectura i Arts Decoratives, on estudià breument arquitectura per dedicar-se a l'estudi de les arts decoratives, sota la tutela de Samuel Jesserun de Mesquita, un artista amb qui es mantindria en contacte fins al 1944, quan de Mesquita, el seu fill i la seva esposa van ser assassinats pels nazis.
El 1922 Escher deixà l'escola, havent obtingut experiència en dibuix i especialment en el gravat de la fusta.

## Escher d'adult

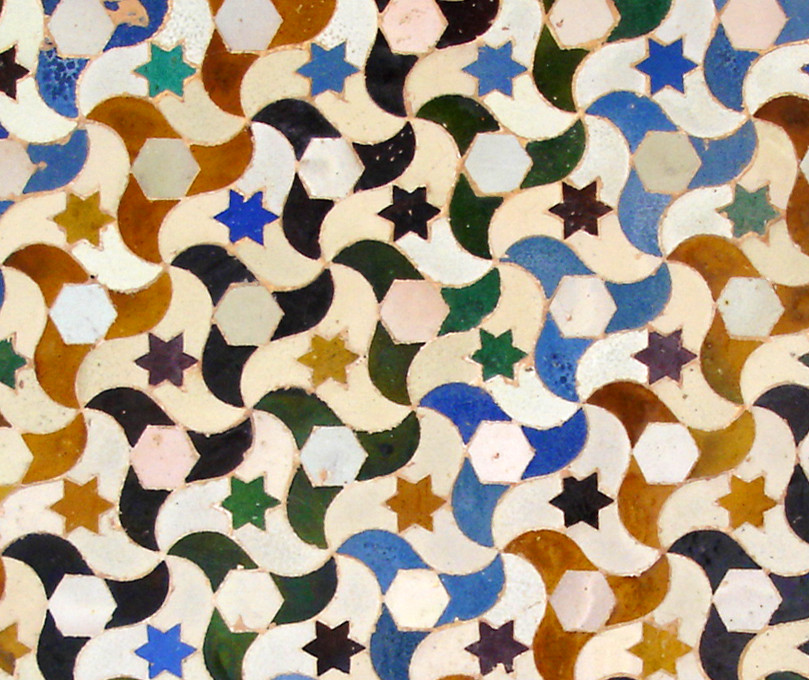
Tessel·les morisques inspirades en l'Alhambra (1936).

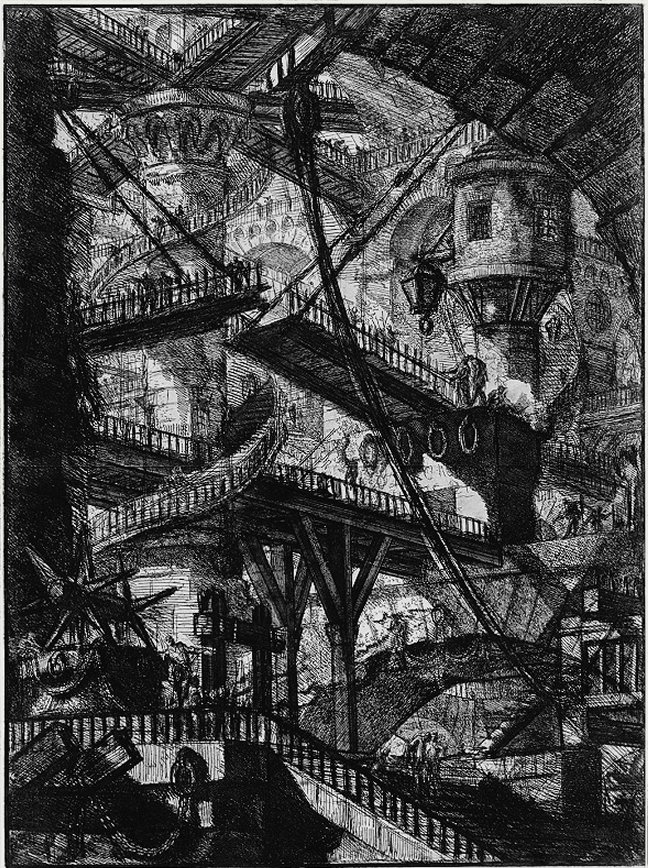
Un precedent de les escales sense fi d'Escher: Carceri (1745) de Piranesi.

Escher viatjà regularment a Itàlia, i allí va conèixer Jetta Umiker, amb qui es casaria el 1924.
La parella s'establí a Roma i hi visqueren fins al 1935; quan el clima polític sota el règim de Mussolini va tornar-se insuportable es traslladaren a Château-d'Oex, Suïssa, on van viure durant dos anys.
El 1936 viatjà a Espanya, on quedà molt impressionat per la decoració repetitiva de l'Alhambra. La complexa decoració mural de l'Alhambra, basada en simetries geomètriques que repetien patrons amb les teules de colors o be esculpides sobre els murs, o en gelosies, captà llur interès per la matemàtica de la tessel·lació, i esdevingué una poderosa influència sobre la seva obra.
Escher, però, havia quedat enamorat dels paisatges d'Itàlia, no estava satisfet de viure a Suïssa. Dos anys més tard, doncs, el 1937, la família es traslladà de nou, cap a Uccle, un llogarret prop de Brussel·les, a Bèlgica.
La Segona Guerra Mundial els obligà a traslladar-se per darrer cop, el gener de 1941, aquest cop a Baarn, Països Baixos, on Escher visqué fins al 1970.
La majoria de les obres més conegudes són d'aquest període, el clima fred, humit i ennuvolat dels Països Baixos va permetre-li conncentrar-se enterament en la seva obra. Només durant el 1962, any en què va haver de ser operat, va estar una temporada sense noves creacions.
Escher es traslladà aleshores a la casa Rosa Spier a Laren, al nord d'Holanda, el 1970. Era una residència per a artistes, on podia disposar d'un estudi per ell sol. Allí morí el 27 de març de 1972.

## Llegat

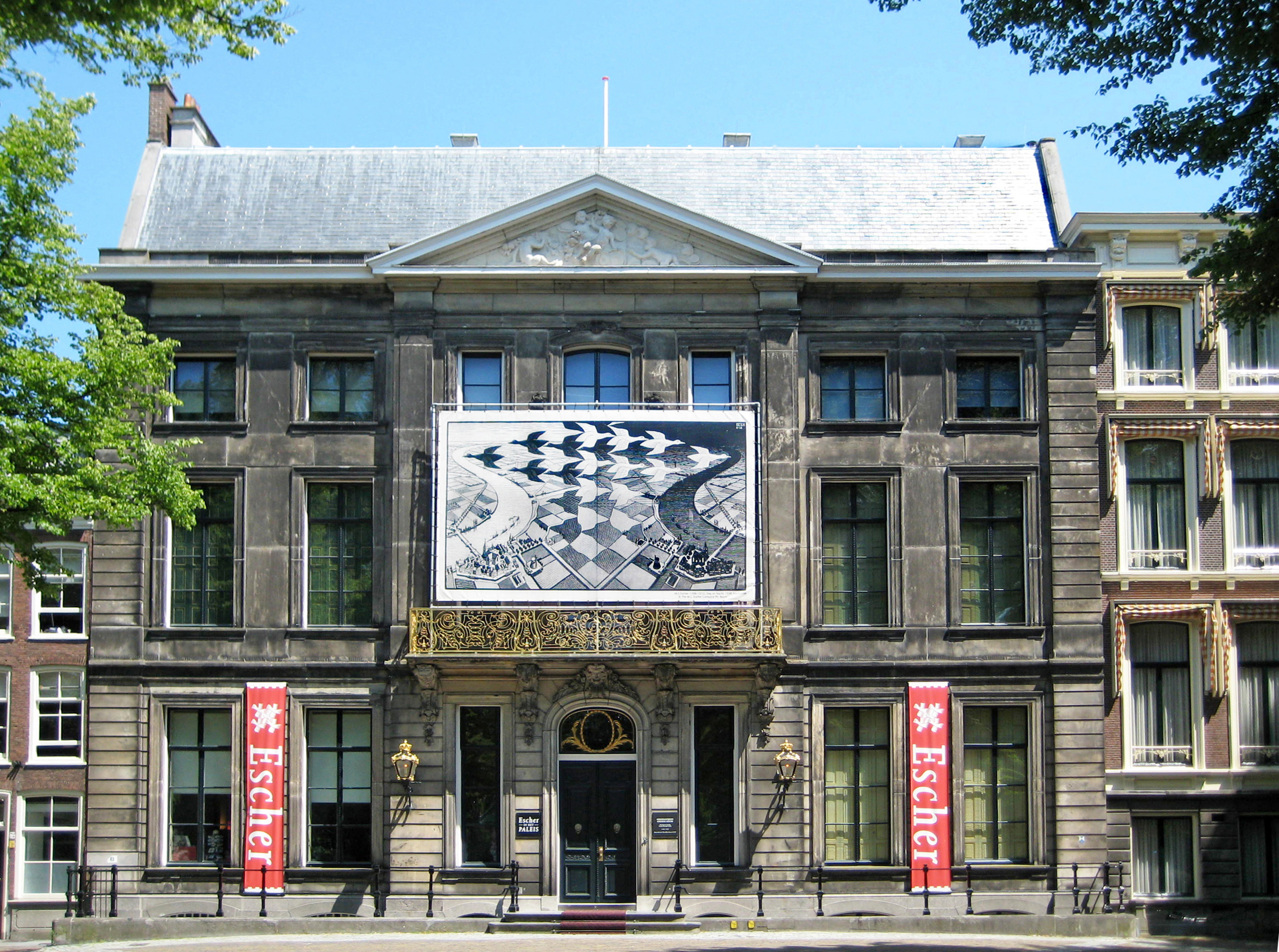
El Museu Escher de La Haia. El cartell mostra un detall de Day and Night, 1938.

### En col·leccions d'art
La propietat intel·lectual d'Escher està controlada per la MC Escher Company, mentre que les exposicions de les seves obres d'art són gestionades per separat per la Fundació MC Escher. El 1969, l'assessor empresarial d'Escher, Jan W. Vermeulen, autor d'una biografia sobre l'artista, va establir la M.C. Escher Foundation, i va transferir a aquesta entitat pràcticament tota l'obra única d'Escher, així com centenars de les seves impressions originals. Aquestes obres van ser cedides per la Fundació al Museu de la Haia. A la mort d'Escher, els seus tres fills van dissoldre la Fundació i es van convertir en socis de la propietat de les obres d'art. El 1980, aquesta propietat es va vendre a un comerciant d'art nord-americà i al Museu de la Haia. El Museu va obtenir tota la documentació i la part més petita de les obres d'art. Els drets d'autor van romandre en possessió dels tres fills d'Escher – que més tard els van vendre a Cordon Art, una empresa holandesa. El control es va transferir posteriorment a The M.C. Escher Company B.V. de Baarn, Països Baixos, que autoritza l'ús dels drets d'autor de tot l'art d'Escher i del seu text parlat i escrit. Una entitat relacionada, la M.C. Fundation Escher de Baarn promou el treball d'Escher organitzant exposicions, publicant llibres i produint pel·lícules sobre la seva vida i obra.
Les principals col·leccions institucionals d'obres originals de MC Escher són el Museu Escher de La Haia; la National Gallery of Art (Washington, DC); la Galeria Nacional del Canadà (Ottawa); el Museu d'Israel (Jerusalem); i el Huis ten Bosch (Nagasaki, Japó).

### Exposicions
Malgrat l'ampli interès popular, Escher va estar durant molt de temps una mica descuidat en el món de l'art; fins i tot als seus Països Baixos natals, tenia 70 anys quan va fer una exposició retrospectiva. Steven Poole comenta: «L'artista [Escher] que va crear algunes de les imatges més memorables del segle XX mai va ser acceptat del tot pel món de l'art». Al segle xxi, s'han fet grans exposicions a ciutats d'arreu del món. Una exposició de la seva obra a Rio de Janeiro va atreure més de 573.000 visitants el 2011; el seu recompte diari de visitants de 9.677 la va convertir en l'exposició museística més visitada de l'any, a tot el món. No es va fer cap exposició important de l'obra d'Escher a Gran Bretanya fins al 2015, quan la Galeria Nacional d'Art Modern d'Escòcia en va fer una a Edimburg de juny a setembre de 2015, traslladant-se l'octubre de 2015 a la Dulwich Picture Gallery de Londres. El cartell de l'exposició es basa en Hand with Reflecting Sphere, 1935, que mostra Escher a casa seva reflectit en una esfera de mà, il·lustrant així l'artista, el seu interès pels nivells de realitat en l'art (per exemple, és la mà en primer pla més real que el reflectit?), perspectiva i geometria esfèrica. L'exposició es va traslladar a Itàlia el 2015-2016, atraient més de 500.000 visitants a Roma i Bolonya, i després Milà.

### En matemàtiques i ciències

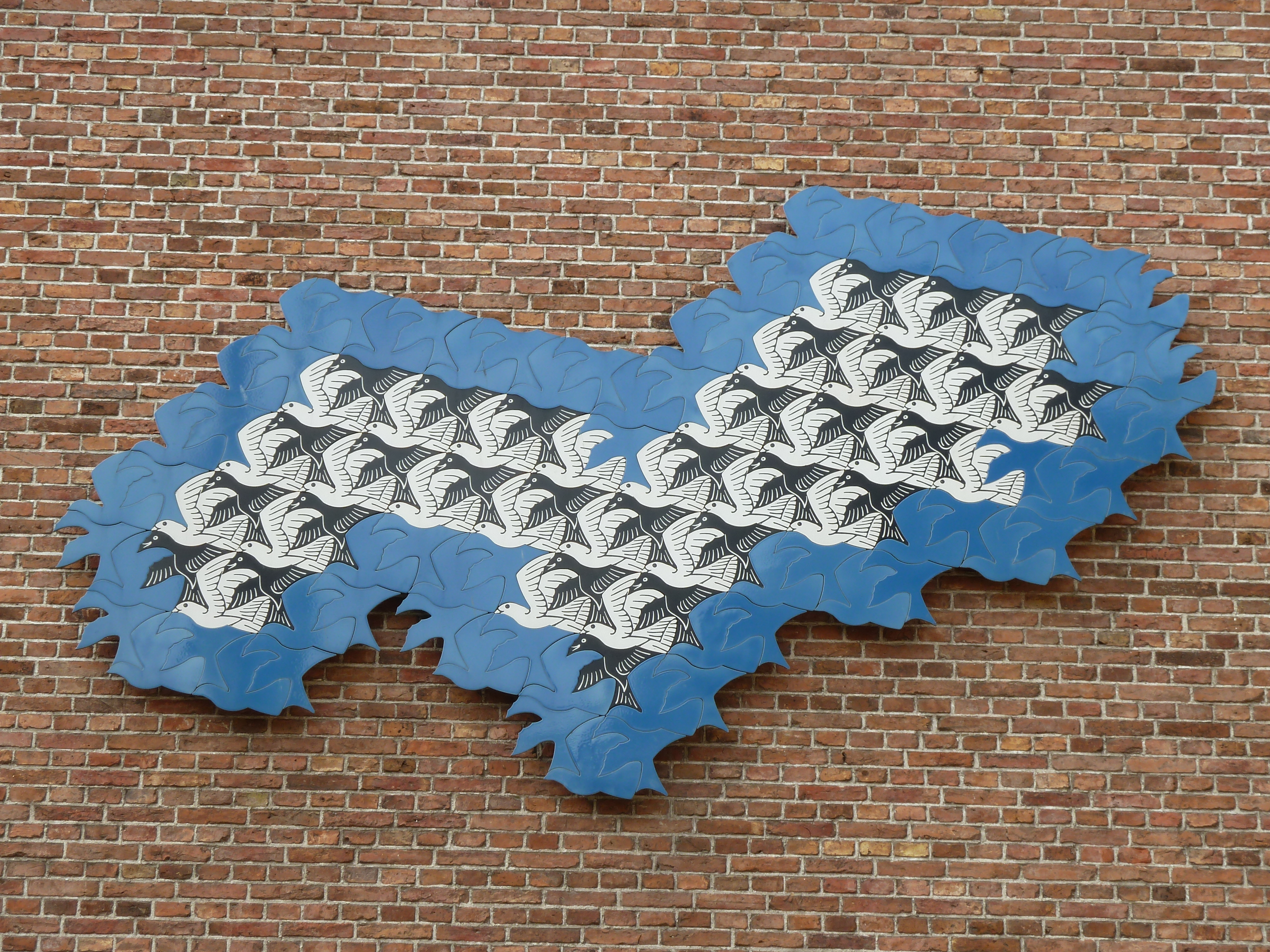
Taula de paret d'una de les tessel·lacions d'ocells d'Escher al Museu de Ceràmica Princessehof de Leeuwarden

Doris Schattschneider identifica onze fils de recerca matemàtica i científica anticipades o directament inspirades per Escher. Aquestes són la classificació de les rajoles regulars utilitzant les relacions de vora de les rajoles: mosaics de dos colors i dos motius (simetria de contracanvi o antisimetria); simetria del color (en cristal·lografia); metamorfosi o canvi topològic; cobrir superfícies amb patrons simètrics; algorisme d'Escher (per generar patrons amb quadrats decorats); creant formes de rajoles; definicions locals versus globals de regularitat; simetria d'una rajola induïda per la simetria d'una rajola; ordre no induït per grups de simetria; l'ompliment del buit central de la galeria d'impressió de litografia d'Escher per H. Lenstra i B. de Smit.
El llibre Gödel, Escher, Bach de Douglas Hofstadter guanyador del premi Pulitzer de 1979, discuteix les idees d'autoreferència i bucles estranys expressades en l'art d'Escher. L'asteroide 4444 Escher va ser batejat així en honor d'Escher el 1985.

### En la cultura popular
La fama d'Escher a la cultura popular va créixer quan el seu treball va ser presentat per Martin Gardner a la seva columna Mathematical Games d'abril de 1966 a Scientific American. Les obres d'Escher han aparegut en moltes portades d'àlbums, com ara L the P de 1969 amb Ascending and Descending; El disc homònim de  Mott the Hoople de 1969 amb Reptiles, 1970 de Beaver &amp; Krause In A Wild Sanctuary amb Three Worlds; i el Trencaclosques de 1970 de Mandrake Memorial amb House of Stairs i Curl Up. Aquests i altres àlbums estan llistats per Coulthart. Les seves obres s'han utilitzat de manera similar en moltes portades de llibres, incloses algunes edicions de Flatland d’Edwin Abbott, que utilitzava Three Spheres; Meditacions d’EH Gombrich sobre un cavallet amb cavaller; Pamela Hall's Heads You Lose amb Plane Filling 1; Dominar el poder de la història amb les mans dibuixades de Patrick A. Horton; i la representació del coneixement amb rèptils d'Arthur Markman. Aquests i altres llibres estan llistats per Bailey. El Món d'Escher comercialitza pòsters, corbates, samarretes i trencaclosques de les obres d'art d'Escher. Tant Àustria com els Països Baixos han emès segells de correus commemorant l'artista i les seves obres.

## Obra

Grafitti que reprodueix la litografia Ma amb esfera reflectant (Autoretrat en un mirall esfèric) (1935).

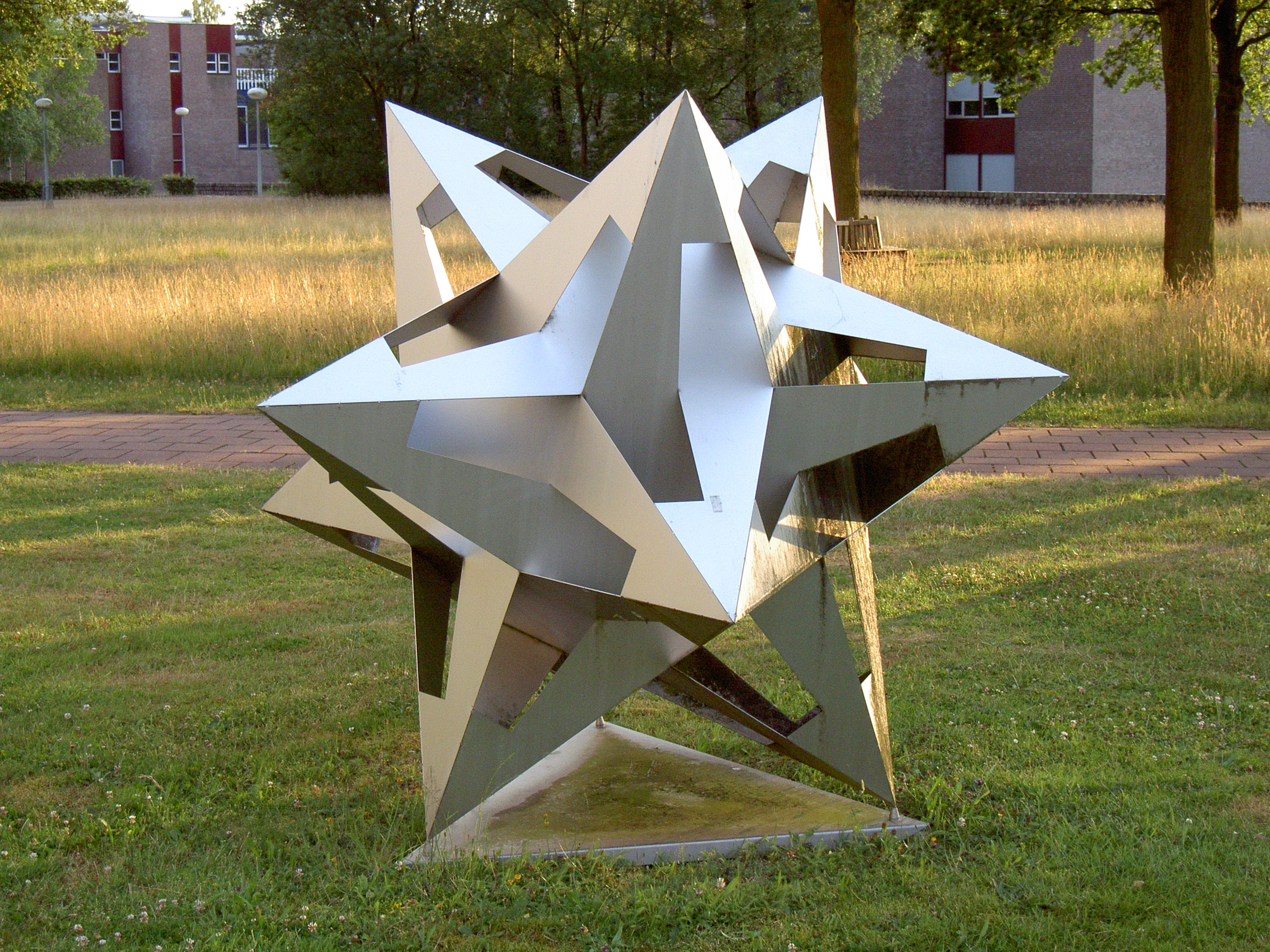
Escultura basada en un dibuix d'Escher.

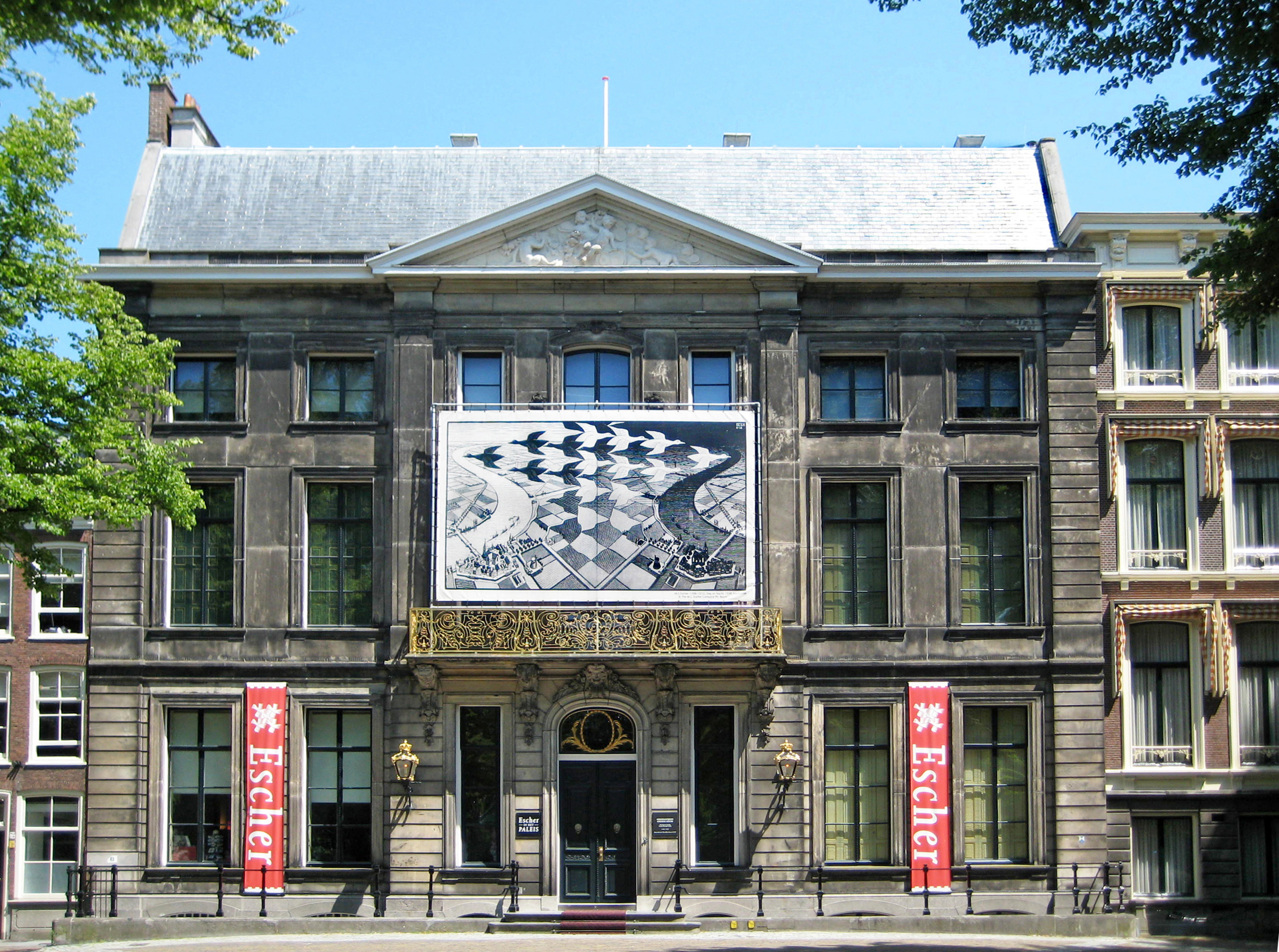
El Museu Escher, a La Haia. El poster reprodueix un detall de l'obra Nit i dia (1938).

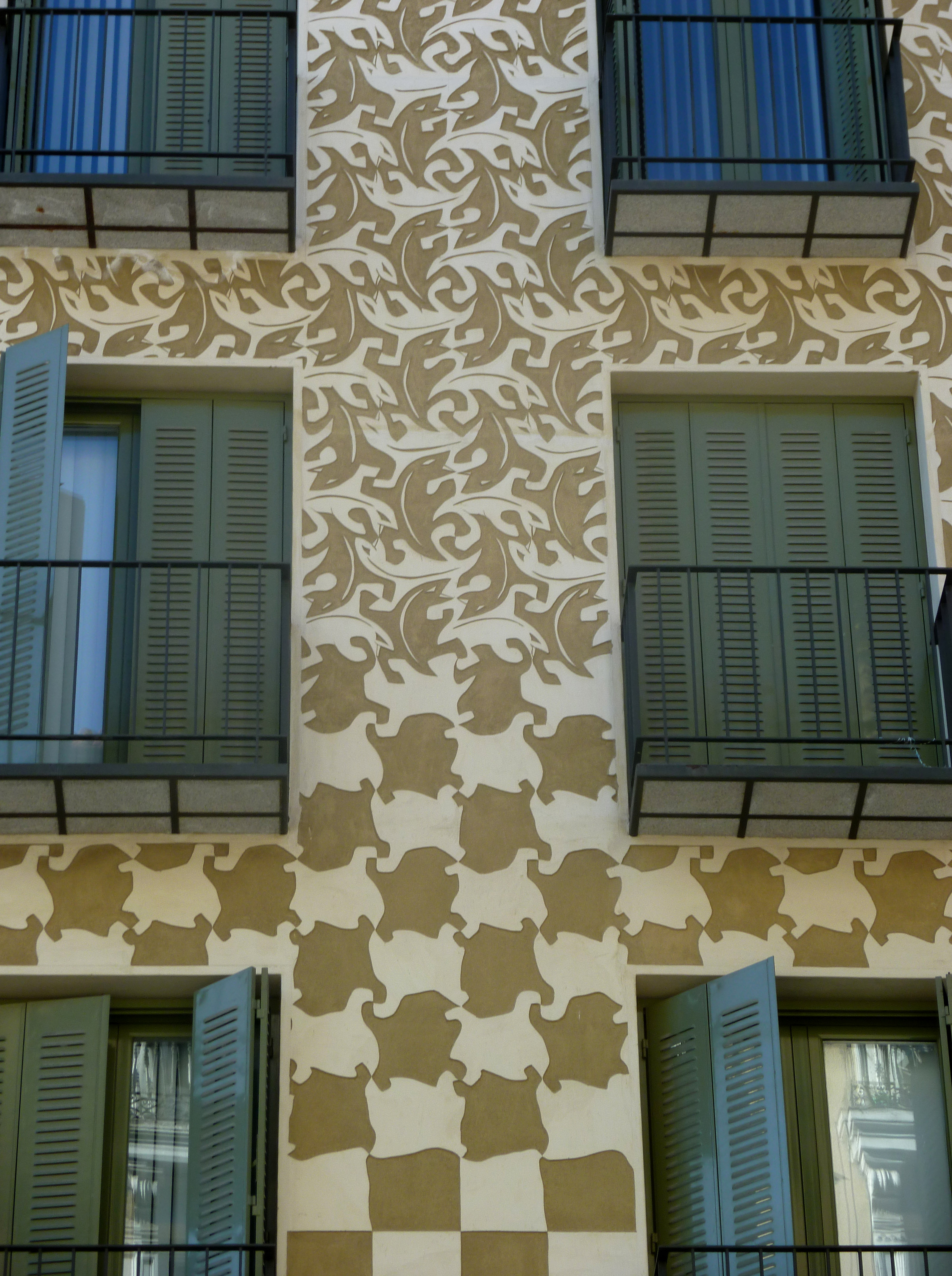
Façana d'un edifici a Madrid que reprodueix un dels dissenys continguts en Metamorfosi II (1939-1940.

L'esquema de la cascada impossible d'Escher, de 1961.

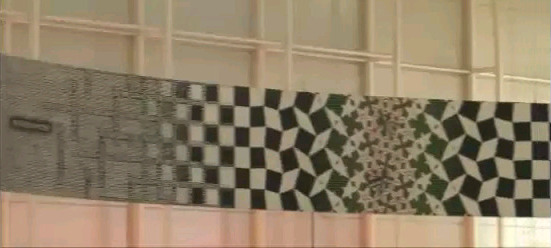
Fragment de la xilografia Metamorfosi III (1967-1968) reproduïda en un mural de l'aeroport de Schiphol.

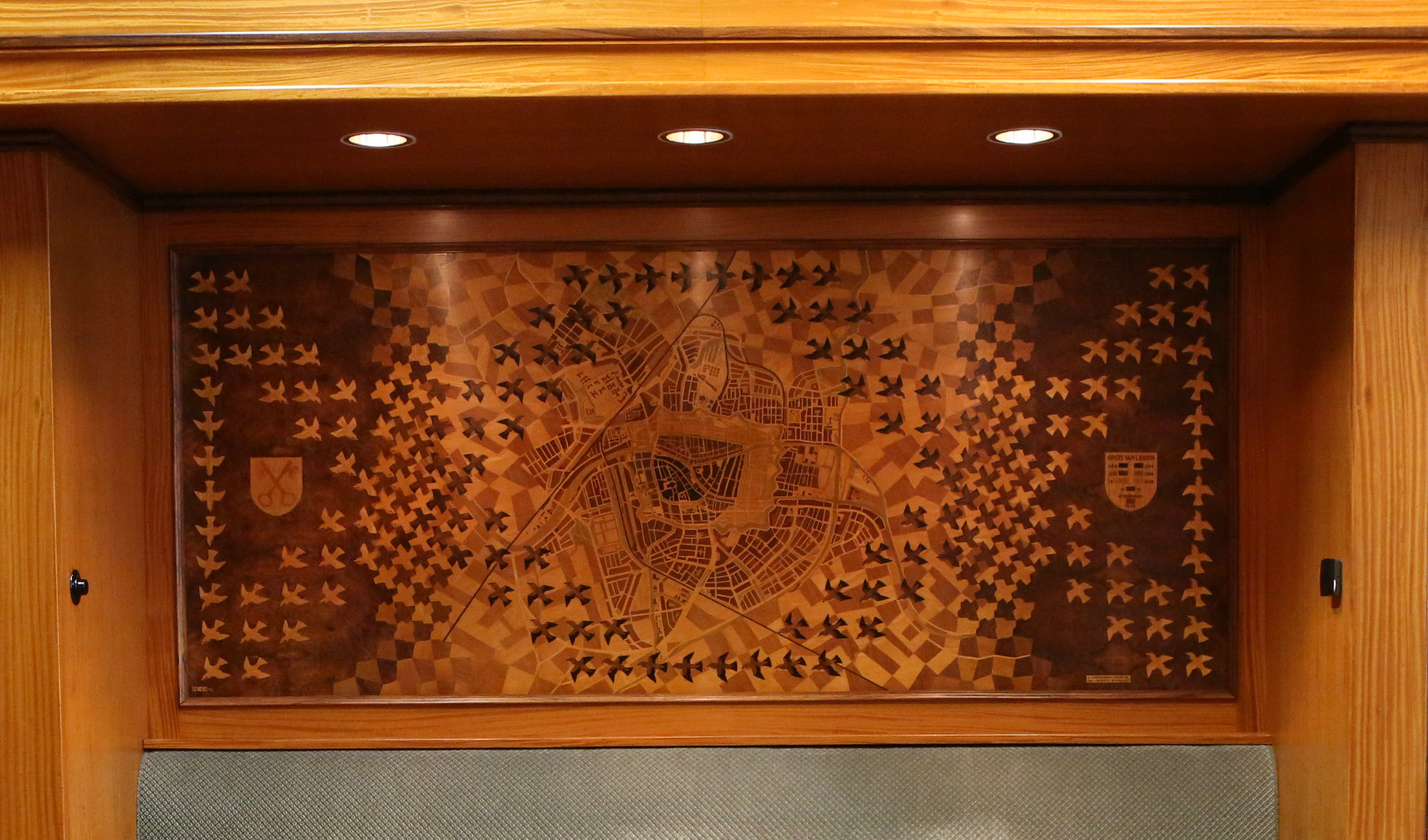
Mapa de Leiden en fusta, a l'alcaldia de la ciutat.

Els exemples més famosos de la seva obra inclouen Mans que dibuixen, una il·lustració que mostra dues mans dibuixant-se l'una a l'altra, Cel i aigua, on jocs de llum i ombra transformen peixos i aigua en ocells i cel, i Ascendint i descendint, on dues fileres de persones pugen i baixen infinitament una escala (l'escala impossible de Roger Penrose, impossible de construir en la realitat, i sols possible de dibuixar jugant amb trucs de percepció i perspectiva.
L'obra d'Escher té un fort component matemàtic, i molts dels mons que va dibuixar són construïts entorn d'objectes impossibles, com el cub de Necker i el triangle de Penrose. En altres obres empleà tessel·les. La seva obra és molt apreciada pels científics, en especial els matemàtics i els geòmetres, a causa del seu ús magistral de políedres i distorsions geomètriques. Per exemple, a Gravitació, uns dinosaures de colors treuen el cap per un dodecàedre estrellat.

### Llista d'obres seleccionades
- Arbres, tinta (1920)
- St. Bavo's, Haarlem, tinta (1920)
- La flor de Pàsqua, xilografia/llibre il·lustrat (1921)
- Vuit caps, xilografia (1922)
- Dofins (Dofins en un mar fosforescent), xilografia (1923)
- Torre de Babel, xilografia (1928)
- Paisatge dels Abruços, dibuix esgarrapat, tinta i guix (1929)
- Carrer de Scanno, Abruços, litografia (1930)
- Castrovalva, litografia (1930)
- El pont, litografia (1930)
- Palizzi, Calàbria, xilografia (1930)
- Pentedattilo, Calàbria, litografia (1930)
- Atrani, Costa Amalfitana, litografia (1931)
- Ravello i la Costa Amalfitana, litografia (1931)
- Carreró cobert a Atrani, Costa Amalfitana, gravat en fusta (1931)
- Vida tranquil·la amb mirall esfèric, litografia (1934)
- Ma amb esfera reflectant (Autoretrat en un mirall esfèric), litografia (1935)
- Interior de St. Peter, gravat en fusta (1935)
- Retrat de G.A. Escher, litografia (1935)
- Infern, litografia (1935), còpia d'un quadre de Hieronymus Bosch
- Divisió regular del pla, sèrie de dibuixos (1936-196?)
- Vida i carrer tranquils, xilografia (1937)
- Metamorfosi I, xilografia (1937)
- Nit i dia, xilografia (1938)
- Cicle, litografia (1938)
- Cel i aigua I, xilografia (1938)
- Metamorfosi II, xilografia (1939-1940)
- Verbum (Terra, cel i aigua), litografia (1942)
- Rèptils, litografia (1943)
- Formiga, litografia (1943)
- Trobada, litografia (1944)
- Columnes dòriques, gravat en fusta (1945)
- Tres esferes I, gravat en fusta (1945)
- Mirall màgic, litografia (1946)
- Tres esferes II, litografia (1946)
- Manera negra d'un altre món (Galeria d'un altre món), manera negra (1946)
- Un altre món, gravat en fusta i xilografia (1947)
- Cristall, manera negra (1947)
- Dalt i baix, litografia (1947)
- Mans dibuixant, litografia (1948)
- Gota de rosada, manera negra (1948)
- Estels, gravat en fusta (1948)
- Planetoide doble, gravat en fusta (1949)
- Ordre i caos (Contrast), litografia (1950)
- Superfície arrissada, xilografia i linòleum tallat (1950)
- Rínxol, litografia (1951)
- Casa d'escales I, litografia (1951)
- Casa d'escales II, litografia (1951)
- Bassal, xilografia (1952)
- Gravitació, litografia i aquarel·la (1952)
- Relativitat, litografia (1953)
- Planetoide tetraèdric, xilografia (1954)
- Rosa de compàs (Ordre i caos II), litografia (1955)
- Convex i còncau, litografia (1955)
- Tres mons, litografia (1955)
- Galeria impresa, litografia (1956)
- Mirador, litografia (1958)
- Pujant i baixant, litografia (1960)
- Cascada, litografia (1961)
- Cinta de Möbius II (Formigues roges), xilografia (1963)
- Nus, llapis i ceres (1966)
- Metamorfosi III, xilografia (1967-1968)
- Serps, xilografia (1969)